# Hector-Jonathan Crémieux

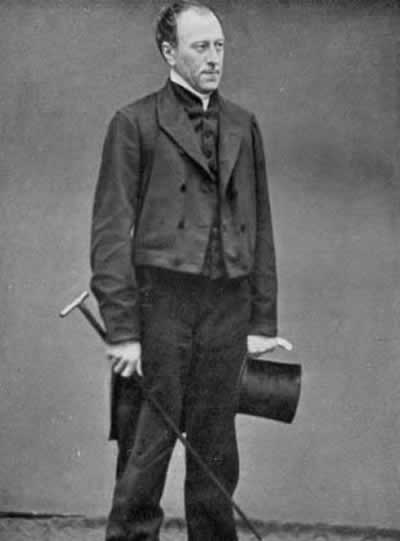
Hector Crémieux

Hector-Jonathan Crémieux (París, 10 novembre 1828-30 setembre 1893) va ser un llibretista i dramaturg francès. La seva obra més coneguda és la col·laboració amb Ludovic Halévy per a Orphée aux Enfers de Jacques Offenbach.

## Biografia
Crémieux va néixer a París en una família jueva: estava relacionat amb l'advocat Adolphe Crémieux. Va estudiar dret i després va treballar en la funció pública. La seva primera obra teatral, Fiesque (1852) va ser un drama històric, però en poc temps va començar a escriure comèdies i després, en col·laboració, operetes i llibrets d'Opéra-comique. Les seves col·laboracions amb Halévy es van escriure sovint sota el pseudònim conjunt Paul d'Arcy.
El 1887, Crémieux esdevingué secretari general de la Société des Dépôts Comptes Courants i deixà d'escriure. Cinc anys més tard, la Société es va esfondrar i es va suïcidar amb un tret a París.

## Llibrets

### Per a Jacques Offenbach

Playbill per a la reactivació d' Orphée aux enfers

- Le savetier et le financier (1856) - amb E About
- Une demoiselle en loterie (1857) - amb Louis-Adolphe Jaime
- Orphée aux enfers (Orfeu a l'inframón) (1858) - amb Ludovic Halévy
- Geneviève de Brabant (1859) - de Louis-Adolphe Jaime i Etienne Tréfeu (revisada per Crémieux amb Tréfeu)
- La chanson de Fortunio (1861) - amb Ludovic Halévy
- Le pont des soupirs (1861) - amb Ludovic Halévy
- M. Choufleuri restera chez lui le. . . (1861) - amb M de Saint Rémy, Ernest L'Épine i Ludovic Halévy
- Le roman comique (1861) - amb Ludovic Halévy
- Jacqueline (1862) - amb Ludovic Halévy, amb el pseudònim comú Pol d'Arcy
- Les bergers (1865) - amb Philippe Gille
- Robinson Crusoé (1867) - amb Eugène Cormon
- La jolie parfumeuse (1873) - amb Ernest Blum
- Bagatelle (1874) - amb Ernest Blum
- La foire Saint-Laurent (1877) - amb A de Saint-Albin

### Per aLéo Delibes
- Les eaux d'Ems (1861) - amb Ludovic Halévy

### PerHervé
- Le petit Faust (1869) - amb Louis-Adolphe Jaime
- Les Turcs (1869) - amb Louis-Adolphe Jaime
- Le trône d'Écosse (1871) - amb Louis-Adolphe Jaime
- La veuve du Malabar (1873) - amb A. Delacour
- La belle poule (1875) - amb A de Saint-Albin

### Per aLéon Vasseur
- La famille Trouillat (1874) - amb Ernest Blum

## Obres
Entre les obres escrites per Hector-Jonathan Crémieux es troben: 
- Fiesque: drame en cinq actes et huit tableaux, en vers, d'après Schiller (1852) - amb el seu germà Émile Crémieux i basat en l'obra de Friedrich Schiller Die Verschwörung des Fiesco zu Genua
- Germaine: drame en cinq actes et huit tableaux (1858) - amb Adolphe d'Ennery i basada en la novel·la del mateix nom d'Edmond About.
- La voie sacrée, ou, Les étapes de la gloire: drame militaire en cinq actes (1859) - amb Eugène Woestyn i Ernest Bourget
- Le pied de mouton (1859) - amb Charles-Théodore Cogniard i Jean-Hippolyte Cogniard
- L'Abbe Constantin (1882) - amb Pierre Decourcelle i basada en la novel·la del mateix nom de Ludovic Halévy
- Autour du mariage (1883) - amb la Comtesse de Martel i basada en la seva novel·la del mateix nom